# Karpovtlaș, Hust
Karpovtlaș (în ucraineană Карповтлаш) este un sat în comuna Iza din raionul Hust, regiunea Transcarpatia, Ucraina.

## Demografie
Componența lingvistică a localității Karpovtlaș
     Ucraineană (100%)
Conform recensământului din 2001, toată populația localității Karpovtlaș era vorbitoare de ucraineană (100%).